# London Hammer (Artefakt)

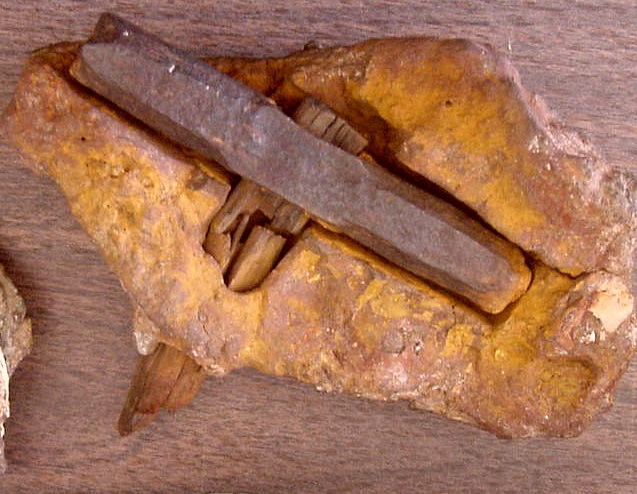
Der schmiedeeiserne Bergmanns-Hammer, eingebettet in eine Kalkstein-Konkretion.

Der London Hammer (deutsch London-Hammer oder Hammer von London), auch als „London Artifact“ bekannt, ist die Bezeichnung für einen Hammer aus Eisen und Holz, der 1934 in London im US-Bundesstaat Texas gefunden wurde. Das Ungewöhnliche an dem Artefakt ist, dass es fest in einer Kalksteinkonkretion eingebettet ist, in einer Formation aus der Kreidezeit. Der London-Hammer gilt in parawissenschaftlichen Kreisen als typisches „Out-of-Place-Artefakt“.

## Fundgeschichte und Untersuchungen
Der Hammer wurde angeblich 1934 von einem einheimischen Ehepaar, Max Hahn und seiner Frau Emma Zadie Hahn, gefunden, als sie auf dem Weg des Red Creek in der Nähe der Stadt London spazieren gingen. Sie entdeckten ein merkwürdiges Stück losen Felsens mit einem Stück Holz, das anscheinend darin eingebettet war, nahe einem Wasserfall und nahmen es mit nach Hause. Ein Jahrzehnt später brach ihr Sohn Max den Felsen auf und fand den verborgenen Hammerkopf darin.
Der metallene Hammerkopf ist den Maßen nach nicht für große Projekte verwendet worden, sondern für feine Arbeiten oder weiches Metall. Das Metall des Hammerkopfes soll aus 96,6 % Eisen, 2,6 % Chlor und 0,74 % Schwefel bestehen. Der Hammerkopf ist seit seiner Entdeckung Mitte der 1930er Jahre nicht mehr gerostet. Der Hammer erregte größere Aufmerksamkeit, nachdem er 1983 vom Kreationisten Carl Baugh gekauft wurde, der behauptete, das Artefakt sei eine „monumentale Entdeckung aus der Zeit vor der Flut“. Baugh dient der Hammer als Grundlage für Spekulationen, dass die Atmosphäre auf der Erde vor der Flut das Wachstum von Riesen förderte. Der Hammer ist jetzt Teil einer Ausstellung in Baughs Creation Evidence Museum, das Repliken davon an Besucher verkauft. Radiocarbondatierungen wurden nicht vorgenommen bzw. es liegt kein Bericht darüber vor.
Andere Experten haben festgestellt, dass der Hammer stilistisch mit den typischen amerikanischen Werkzeugen übereinstimmt, die Ende des 19. Jahrhunderts in der Region hergestellt wurden. Er entspricht dem typischen Hammer eines Bergmanns um 1880. Eine mögliche Erklärung für das umgebende Gestein, die das Artefakt enthält, ist, dass die hochlöslichen Mineralien im alten Kalkstein über einen mineralogischen Prozess eine Konkretion um das Objekt gebildet haben können, wie dies in der Natur auch häufig bei ähnlichen Verkrustungen um Fossilien und andere Kerne vorkommt.